# Myadestes
Myadestes é um género de aves passeriformes insetívoras encontradas nas Américas e no Havaí. Há várias espécies já extintas.

## Espécies
- Myadestes occidentalis Stejneger, 1882
- Myadestes unicolor Sclater, PL, 1857
- Myadestes townsendi (Audubon, 1838)
- Myadestes myadestinus (Stejneger, 1887)
- Myadestes woahensis (Bloxam, A, 1899)
- Myadestes palmeri (Rothschild, 1893)
- Myadestes lanaiensis (Wilson, SB, 1891)
- Myadestes obscurus (Gmelin, JF, 1789)
- Myadestes elisabeth (Lembeye, 1850)
- Myadestes genibarbis Swainson, 1838
- Myadestes melanops Salvin, 1865
- Myadestes coloratus Nelson, 1912
- Myadestes ralloides (d'Orbigny, 1840)